# Дороті Вейр Янг
Дороті Вейр Янг (англ. Dorothy Weir Young; 18 червня 1880, Нью-Йорк — 28 травня 1947) — американська художниця. Донька американського художника-імпресіоніста Джуліана Олдена Вейра та дружина американського скульптора Махонрі Янга. Головна авторка Життя та листів Джуліана Олдена Вейра (англ. The Life and Letters of J. Alden Weir) опублікованих після її смерті.

## Ранній життєпис

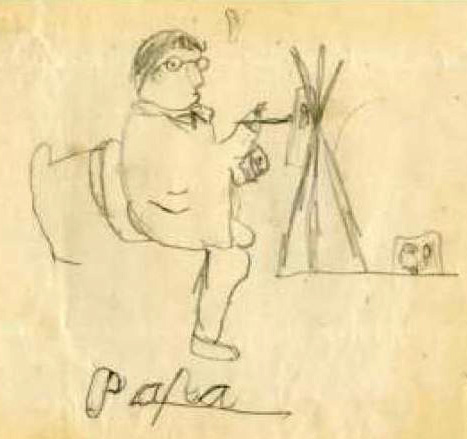
Джуліан Олден Вейр, малюнок Дороті Вейр Янг, 1896 рік.

Дороті Вейр Янг народилася 18 червня 1890 року в Нью-Йорку в сім'ї Джуліана Олдена Вейра та Анни Бейкер Вейр. Вона була їх другою донькою. Батько був відомим художником-імпресіоністом. Ще в дитинстві вона разом зі своєю родиною відвідувала студію художника Джеймса Вістлера та вчилася в нього, а потім і сама стала професійною художницею. Дороті вивчала мистецтво у Національній асоціації жінок-художників та скульпторів при Бруклінському музеї. Дороті Вейр також брала участь у конкурсах з розгадування головоломок у газеті «Brooklyn Daily Eagle» і багато разів ставала їх переможцем.
У 1911 році Дороті Вейр Янг розпочала навчання в Національній академії дизайну. Вона опановувала різні техніки живопису, включаючи живопис олією та аквареллю, а також гравіюванням на дереві. Під час першої світової війни Вейр надавала фінансову допомогу дітям із Бельгії. Вона також отримала сертифікацію з надання першої допомоги та хірургії від Американського Червоного Хреста.

## Кар'єра
Батько Дороті сильно вплинув на її рішення стати художником. Незважаючи на його смерть у 1919 році донька продовжувала займатися мистецтвом. За час свого життя Дороті Вейр Янг створила понад 400 творів мистецтва. У 1922 році вона була членом комітету з відкриття Художньої галереї імені Дункана Філліпса у Вашингтоні. Деякі з її робіт були показані в 1935 році на виставці квіткового живопису Американської асоціації жінок. Її роботи також демонструвалися в Бруклінському музеї, Національній академії дизайну, Пенсільванській академії витончених мистецтв та Асоціації мистецтв Стокбріджа. Більшість картин Дороті присвячена зображенню природи. Значна частина її робіт нині представлена в Музеї мистецтв в Університеті Брігама Янга.

### Визнання
Гравюри на дереві та олійний живопис Дороті Вейр Янг вигравала різні нагороди ще за життя. Вона була удостоєна бронзової медалі Жанни д'Арк від Національної асоціації жінок-художників та скульпторів у 1928 році. Вейр Янг була також лауреатом премії Кроуншильда на Щорічній виставці картин та скульптури Асоціації мистецтв Штоккінбріджа. У 1940 році Дороті стала членом Національної асоціації мисткинь і включена до біографічного довідника Хто є хто в американському мистецтві (англ. Who's Who in American Art).

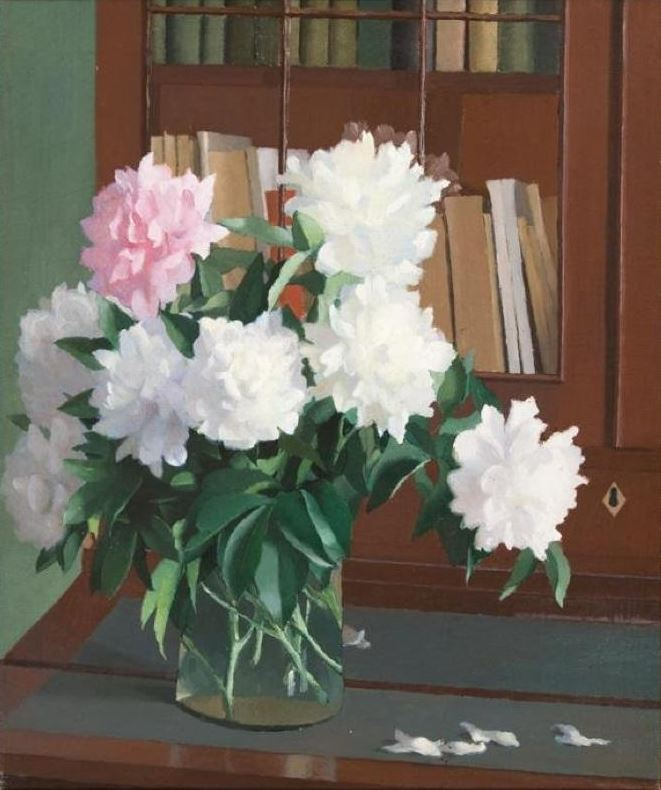
Натюрморт півоній Полотно, олія
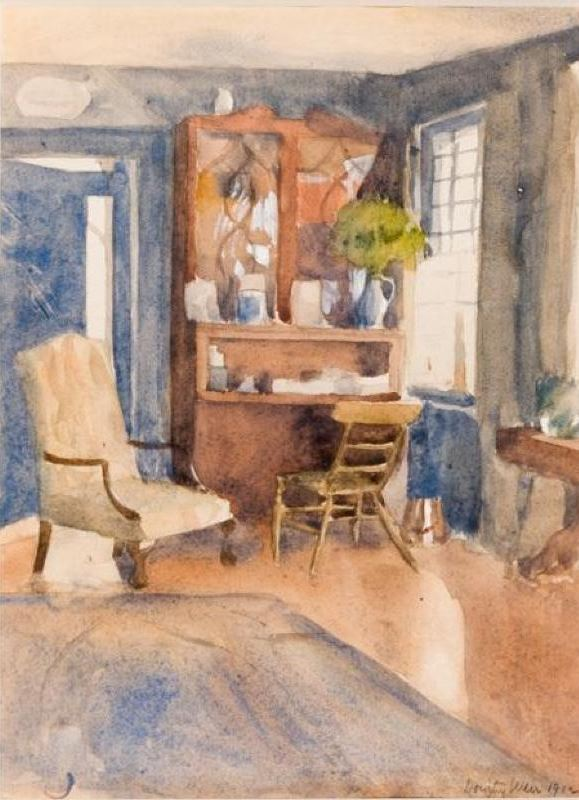
Інтер'єр вітальні на фермі Вейр Папір, акварель прибл. 1930
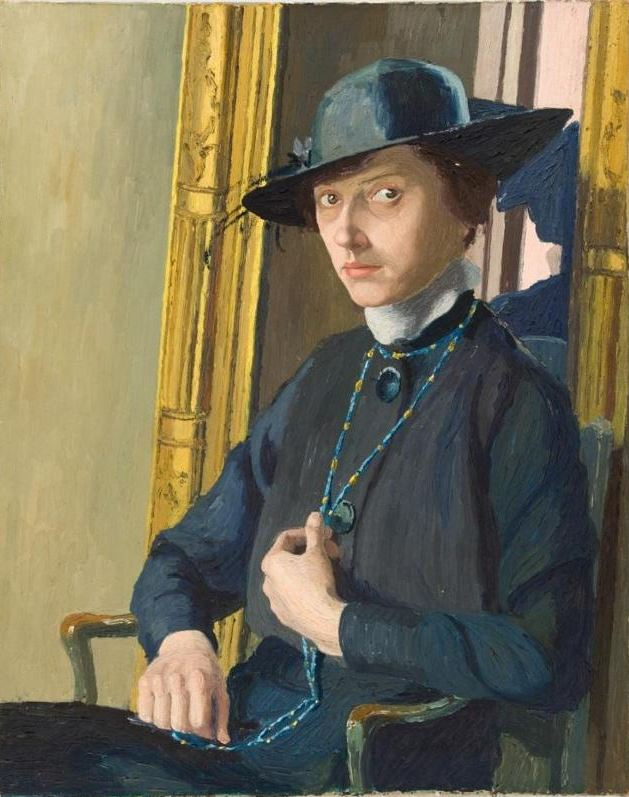
Портрет жінки в чорній сукні та капелюшку, що сидить Полотно, олія
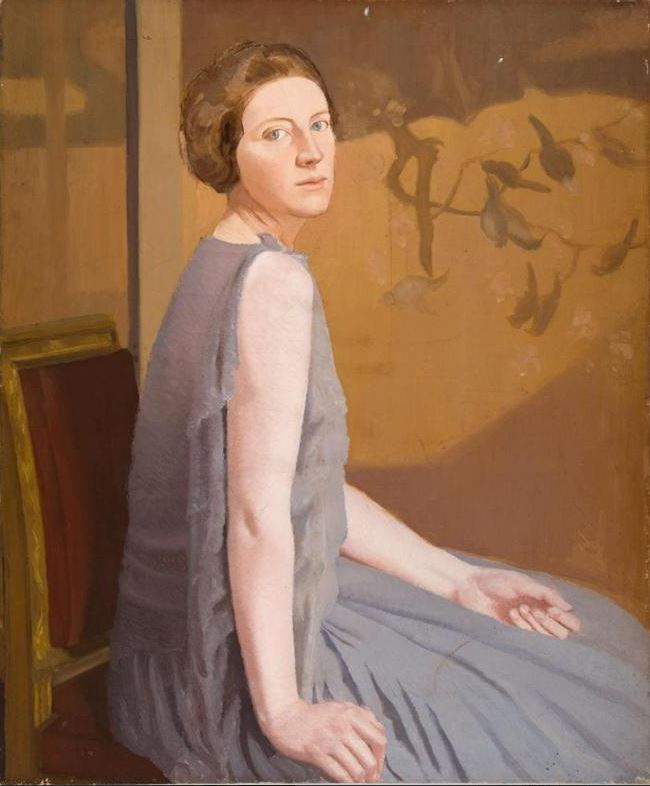
Портрет Дороті Вейр Янг, що сидить Полотно, олія
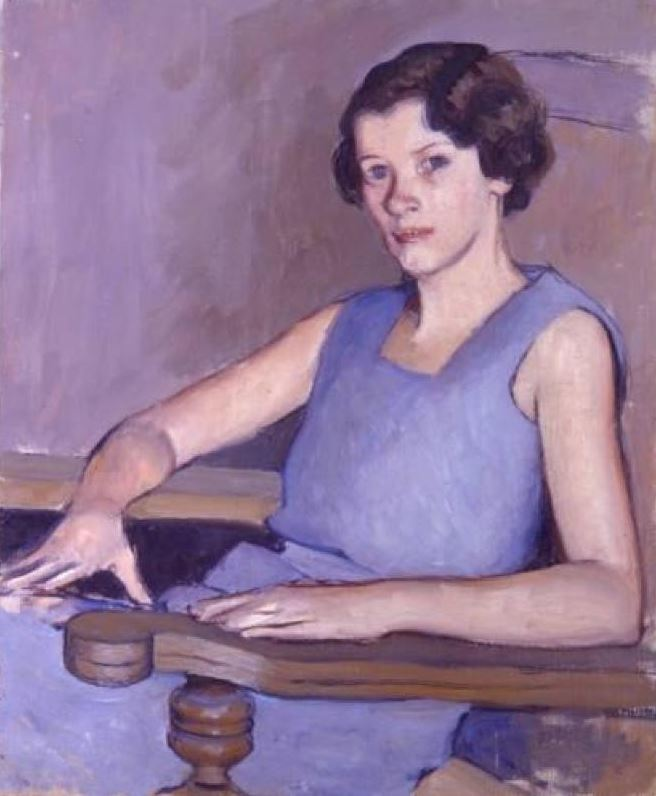
Портрет Терези Кнохе Полотно, олія прибл. 1920

## Пізній життєпис

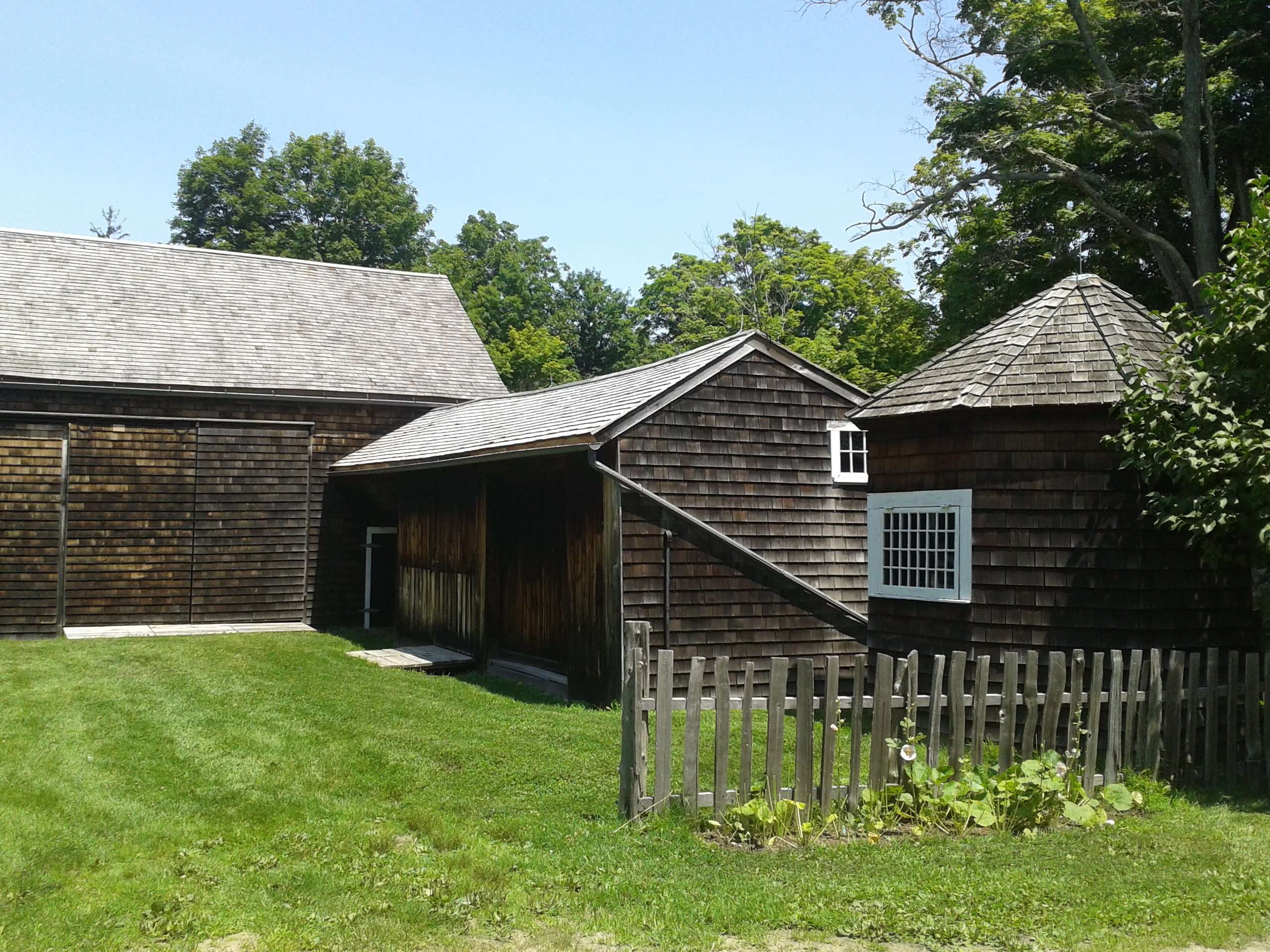
Ферма Вейр, національна історична пам'ятка США.

У лютому 1931 року Дороті Вейр вийшла заміж за американського скульптора Махонрі Янга. Вони провели разом багато часу в Бренчвілі, штат Коннектикут, де вони збудували студію в 1932 році. Пара неодноразово їздила до Юти, де її чоловік працював над монументом This is the Place. З віком здоров'я Дороті погіршувалося, і 28 травня 1947 року вона померла в Нью-Йорку від раку на 57-му році життя.
Протягом більшої частини свого життя Дороті Вейр працювала над біографією свого батька під назвою Життя та листи Джуліана Олдена Вейра (англ. The Life and Letters of J. Alden Weir). Книга була опублікована після її смерті в 1960 році. Також вона старанно працювала над збереженням ферми свого батька, визнаною історичною пам'яткою США у 1990 році. Ферма займає площу більше 60 акрів і включає будинок Вейр, ставок Вейр та студію Вейр і Янг.